# Paralimnophila signifera
Paralimnophila signifera là một loài ruồi trong họ Limoniidae. Chúng phân bố ở miền Australasia.